# Origny-le-Butin

Origny-le-Butin este o comună în departamentul Orne, Franța. În 1 ianuarie 2018 avea o populație de 96 de locuitori.